# Zeche Holthausen
Die Zeche Holthausen war eine Kleinzeche im Dortmunder Stadtteil Holthausen.

## Bergwerksgeschichte
Der Betrieb begann im Jahr 1898 und wurde um das Jahr 1904 bereits wieder eingestellt. Gründer beziehungsweise Betreiber sind heute nicht mehr eindeutig feststellbar. Es wird aber oft der Landwirt Westermann, aber auch die Brennerei Krämer als Eigentümer genannt.
Es wurde ein Schacht abgeteuft, der nach zirka 120 m auf Kohle traf. Der Schacht befand sich zirka 100 m nordwestlich der heutigen Holthauser Straße/Westhang und 80 m südlich der Wittichstraße. Heute ist dort ein Wäldchen. Es war eine mechanische Befahreinrichtung vorhanden.
Von den bis zu 25 beschäftigten Bergleuten wurden weniger als 30 Tonnen Kohle im Jahr gefördert. Auf Grund der Menge ist es wahrscheinlich, dass es sich nicht um einen kontinuierlichen Betrieb gehandelt hat. Noch heute wird in Bergmannskreisen spöttisch von der „Zeche Eimerweise“ gesprochen.
Um das Jahr 1902 wurde an der Evinger Straße/Schiffhorst ⊙ mit dem Abteufen eines weiteren Schachtes begonnen, welcher allerdings in einer Teufe von weniger als 40 m aufgegeben wurde. Der angeteufte Schacht wurde 1938 von der Zeche Minister Stein als Schacht 6 weitergeteuft. Auf den Schacht wurde nach der Stilllegung der Zeche Minister Stein eine Betonplatte gelegt, welche noch heute offen sichtbar ist.